# Dischidia australis
Dischidia australis là một loài thực vật có hoa trong họ La bố ma. Loài này được Tsiang & P.T Li mô tả khoa học đầu tiên năm 1974.